# 我家牛排
我家牛排（英語：Steak my home）是臺灣一家大型連鎖牛排店，主打平價和吃到飽（組合）的自助沙拉吧。

## 歷史
1987年，我家牛排最早由周明昭創業開設於臺灣臺北市中山區合江街，打出一客只要新台幣110元的平價牛排，後逐漸擴大為近百家分店，遍佈全臺。後又創立樹森開發股份有限公司自行進口牛肉，我家牛排也掛於此公司下經營，目前由企業集團第二代掌管。

## 食安事件
- 2012年，樹森公司被基隆衛生局查出肉品含萊克多巴胺。[3]
- 2013年6月，永和國小學生於我家牛排發生集體食物中毒。
- 2014年5月1日至10月25日，樹森公司承諾在這段時間該公司產品「樹森平價標準牛排」使用到頂新牛油，消費者可持發票、信用卡簽章等證明，即可辦理退費。

## 外部連結
- 我家牛排官方網站 – 吃牛排 到我家 （页面存档备份，存于）（中文）
- 我家牛排的Facebook專頁